# Wuppertaler Sport-Verein 1995-1996
Questa voce raccoglie le informazioni riguardanti il Wuppertaler Sport-Verein nelle competizioni ufficiali della stagione 1995-1996.

## Stagione
Nella stagione 1995-1996 il Wuppertal, allenato da Werner Fuchs, concluse il campionato di Regionalliga ovest-sudovest al 4º posto.

## Rosa
| N. |                                 | Ruolo | Calciatore       |
| -- | ------------------------------- | ----- | ---------------- |
|    | Germania (bandiera)             | P     | André Lenz       |
|    | Germania (bandiera)             | P     | Thomas Richter   |
|    | Germania (bandiera)             | D     | Matthias Becker  |
|    | Germania (bandiera)             | D     | Sven Christians  |
|    | Turchia (bandiera)              | D     | Özcan Dagdas     |
|    | Germania (bandiera)             | D     | Richard Mademann |
|    | Germania (bandiera)             | D     | Ingo Menzel      |
|    | Germania (bandiera)             | D     | Rudi Müller      |
|    | Bosnia ed Erzegovina (bandiera) | D     | Edin Omanovic    |
|    | Germania (bandiera)             | D     | Werner Ruthmann  |
|    | Germania (bandiera)             | C     | Günter Breitzke  |
|    | Germania (bandiera)             | C     | Christian Broos  |
|    | Bosnia ed Erzegovina (bandiera) | C     | Semsudin Dacic   |
|    | Germania (bandiera)             | C     | Knut Hartwig     |
|    | Germania (bandiera)             | C     | Markus Kaul      |

| N. |                               | Ruolo | Calciatore          |
| -- | ----------------------------- | ----- | ------------------- |
|    | Croazia (bandiera)            | C     | Damir Knezovic      |
|    | Guinea Equatoriale (bandiera) | C     | Ben Manga           |
|    | Germania (bandiera)           | C     | Thomas Pröpper      |
|    | Germania (bandiera)           | C     | Sven Steup          |
|    | Polonia (bandiera)            | C     | Mieczysław Szewczyk |
|    | Germania (bandiera)           | C     | Dirk Tönnies        |
|    | Germania (bandiera)           | C     | Sascha Walbröhl     |
|    | Germania (bandiera)           | C     | Frank Zilles        |
|    | Germania (bandiera)           | A     | Andreas Elsenrath   |
|    | Germania (bandiera)           | A     | Michael Klauß       |
|    | Polonia (bandiera)            | A     | Paweł Krzeszowiak   |
|    | Romania (bandiera)            | A     | Sorin Răducanu      |
|    | Germania (bandiera)           | A     | Ralf Sturm          |
|    | Germania (bandiera)           | A     | Achim Weber         |

## Organigramma societario
Area tecnica
- Allenatore: Werner Fuchs
- Allenatore in seconda:
- Preparatore dei portieri:
- Preparatori atletici:
- Analisi video:

## Calciomercato

### Sessione estiva
| Acquisti | Acquisti         | Acquisti        | Acquisti |
| R.       | Nome             | da              | Modalità |
| -------- | ---------------- | --------------- | -------- |
| D        | Matthias Becker  | VfB Wissen      |          |
| C        | Günter Breitzke  | Homburg         |          |
| D        | Sven Christians  | Bochum          |          |
| C        | Semsudin Dacic   | Verl            |          |
| D        | Richard Mademann | Homburg         |          |
| D        | Edin Omanovic    | Bocholt         |          |
| C        | Thomas Pröpper   | Rot-Weiss Essen |          |

| Cessioni | Cessioni          | Cessioni           | Cessioni |
| R.       | Nome              | a                  | Modalità |
| -------- | ----------------- | ------------------ | -------- |
| A        | Markus Aerdken    | Lubecca            |          |
| C        | Karsten Hutwelker | Carl Zeiss Jena    |          |
| C        | Eike Küttner      | Spandauer          |          |
| D        | Frank Schön       | Schalke 04         |          |
| D        | František Straka  | Viktoria Colonia   |          |
| C        | Thomas Thiel      | Schwarz-Weiß Essen |          |

### Sessione invernale
| Acquisti | Acquisti  | Acquisti           | Acquisti |
| R.       | Nome      | da                 | Modalità |
| -------- | --------- | ------------------ | -------- |
| C        | Ben Manga | Fortuna Düsseldorf |          |

| Cessioni | Cessioni | Cessioni | Cessioni |
| R.       | Nome     | a        | Modalità |
| -------- | -------- | -------- | -------- |

## Risultati

### Regionalliga ovest-sudovest

#### Girone di andata
| Arbitro: | Dardenne |

|                       |           |            |
| Bräuer 53’ Holick 84’ | Marcatori | 29’ Zilles |

| Arbitro: | Gettke |

|          |           |            |
| Sturm 8’ | Marcatori | 35’ Wuckel |

| Arbitro: | Domurat |

|  |           |                       |
|  | Marcatori | 65’ Hartwig 86’ Dacic |

| Arbitro: | Engler |

|                      |           |          |
| Weber 43’ Müller 88’ | Marcatori | 79’ Klyk |

| Arbitro: | Leimert |

|  |           |                    |
|  | Marcatori | 9’ Weber 88’ Dacic |

| Arbitro: | Clemens |

|           |           |                     |
| Weber 51’ | Marcatori | 29’, 76’ Schmelting |

| Arbitro: | Albers |

|                      |           |           |
| Lewe 9’ Gellrich 24’ | Marcatori | 86’ Klauß |

| Arbitro: | Gerber |

|                      |           |  |
| Müller 27’ Weber 57’ | Marcatori |  |

| Arbitro: | Hecker |

|            |           |           |
| Singer 61’ | Marcatori | 42’ Weber |

| Arbitro: | Schräer |

|                            |           |  |
| Sturm 1’, 84’ Breitzke 58’ | Marcatori |  |

| Arbitro: | Haupt |

|                       |           |                                |
| Silberbach 71’ (rig.) | Marcatori | 5’ Klauß 38’ Hartwig 63’ Weber |

| Arbitro: | Henes |

|                                   |           |  |
| Weber 8’ Sturm 36’, 44’, 63’, 77’ | Marcatori |  |

| Arbitro: | Gettke |

|  |           |             |
|  | Marcatori | 20’ Pröpper |

| Arbitro: | Krug |

|             |           |                        |
| Hartwig 73’ | Marcatori | 13’ Goumai 54’ Adriano |

| Arbitro: | Müller |

|                         |           |           |
| Feinbier 18’ Frings 24’ | Marcatori | 80’ Sturm |

| 5 novembre 1995 16ª giornata |  | – turno di riposo |  |  |

| Arbitro: | Fischer |

|                      |           |                   |
| Hartwig 5’ Klauß 16’ | Marcatori | 6’ (aut.) Hartwig |

| Arbitro: | Leimert |

|  |           |             |
|  | Marcatori | 39’ Pröpper |

| Arbitro: | Hülsenbeck |

|           |           |  |
| Klauß 81’ | Marcatori |  |

#### Girone di ritorno
| Arbitro: | Zumkier |

|                                       |           |                        |
| Breitzke 35’ Weber 47’, 63’ Klauß 49’ | Marcatori | 34’ Hecking 53’ Holick |

| Arbitro: | Funken |

|           |           |              |
| Klein 27’ | Marcatori | 59’ Breitzke |

| Arbitro: | Krug |

|           |           |            |
| Weber 41’ | Marcatori | 68’ Muchka |

| Arbitro: | Schneider |

|                                                                        |           |                          |
| Tomaš 29’ Nowotny 38’ Musa 66’ Tinsley 72’ Kramny 74’ Bigvava 84’, 87’ | Marcatori | 65’ Breitzke 82’ Hartwig |

| Arbitro: | Jonsson |

|                                              |           |  |
| Menzel 43’ Klauß 48’ Weber 63’ Elsenrath 70’ | Marcatori |  |

| Arbitro: | Fandel |

|                     |           |  |
| Serr 5’ Leifeld 64’ | Marcatori |  |

| Arbitro: | Schütz |

|            |           |  |
| Zilles 85’ | Marcatori |  |

| Arbitro: | Haupt |

|                                         |           |                  |
| Schreier 13’, 28’ Bettenstaedt 75’, 78’ | Marcatori | 88’ (rig.) Weber |

| Arbitro: | Henes |

|                        |           |  |
| Weber 25’ Breitzke 63’ | Marcatori |  |

| Arbitro: | Hülsenbeck |

|            |           |                     |
| Dengel 25’ | Marcatori | 34’ Sturm 84’ Klauß |

| Arbitro: | Müller |

|           |           |  |
| Klauß 90’ | Marcatori |  |

| Arbitro: | Friedrichs |

|  |           |           |
|  | Marcatori | 62’ Sturm |

| Arbitro: | Kortholt |

|  |           |            |
|  | Marcatori | 35’ Tebeck |

| Arbitro: | Kinhöfer |

|                                    |           |  |
| Goumai 11’ Wruck 23’ Arveladze 73’ | Marcatori |  |

| Arbitro: | Fischer |

|                                                          |           |                  |
| Menzel 33’ Walbröhl 45’ Breitzke 60’ Szewczyk 79’ (rig.) | Marcatori | 58’ (rig.) Bluhm |

| 12 maggio 1996 35ª giornata |  | – turno di riposo |  |  |

| Arbitro: | Albers |

|                                       |           |  |
| Raschke 30’ Scharpenberg 67’ Walz 82’ | Marcatori |  |

| Arbitro: | Wack |

|           |           |  |
| Dagdas 8’ | Marcatori |  |

| Arbitro: | Thiemer |

|            |           |           |
| Glaser 70’ | Marcatori | 17’ Sturm |

## Statistiche

### Statistiche di squadra
| Competizione                | Punti | In casa | In casa | In casa | In casa | In casa | In casa | In trasferta | In trasferta | In trasferta | In trasferta | In trasferta | In trasferta | Totale | Totale | Totale | Totale | Totale | Totale | DR  |
| Competizione                | Punti | G       | V       | N       | P       | Gf      | Gs      | G            | V            | N            | P            | Gf           | Gs           | G      | V      | N      | P      | Gf     | Gs     | DR  |
| --------------------------- | ----- | ------- | ------- | ------- | ------- | ------- | ------- | ------------ | ------------ | ------------ | ------------ | ------------ | ------------ | ------ | ------ | ------ | ------ | ------ | ------ | --- |
| Regionalliga ovest-sudovest | 65    | 18      | 13      | 2       | 3       | 36      | 12      | 18           | 7            | 3            | 8            | 21           | 30           | 36     | 20     | 5      | 11     | 57     | 42     | +15 |
| Totale                      | 65    | 18      | 13      | 2       | 3       | 36      | 12      | 18           | 7            | 3            | 8            | 21           | 30           | 36     | 20     | 5      | 11     | 57     | 42     | +15 |

### Andamento in campionato
| Giornata  | 1  | 2  | 3 | 4 | 5 | 6 | 7 | 8 | 9 | 10 | 11 | 12 | 13 | 14 | 15 | 16 | 17 | 18 | 19 | 20 | 21 | 22 | 23 | 24 | 25 | 26 | 27 | 28 | 29 | 30 | 31 | 32 | 33 | 34 | 35 | 36 | 37 | 38 |
| --------- | -- | -- | - | - | - | - | - | - | - | -- | -- | -- | -- | -- | -- | -- | -- | -- | -- | -- | -- | -- | -- | -- | -- | -- | -- | -- | -- | -- | -- | -- | -- | -- | -- | -- | -- | -- |
| Luogo     | T  | C  | T | C | T | C | T | C | T | C  | T  | C  | T  | C  | T  |    | C  | T  | C  | C  | T  | C  | T  | C  | T  | C  | T  | C  | T  | C  | T  | C  | T  | C  |    | T  | C  | T  |
| Risultato | P  | N  | V | V | V | P | P | V | N | V  | V  | V  | V  | P  | P  |    | V  | V  | V  | V  | N  | N  | P  | V  | P  | V  | P  | V  | V  | V  | V  | P  | P  | V  |    | P  | V  | N  |
| Posizione | 13 | 14 | 8 | 5 | 3 | 5 | 7 | 6 | 7 | 4  | 4  | 3  | 3  | 3  | 4  | 4  | 4  | 4  | 4  | 3  | 3  | 3  | 4  | 4  | 4  | 4  | 4  | 4  | 4  | 3  | 2  | 2  | 3  | 3  | 3  | 4  | 4  | 4  |

Legenda:

Luogo: C = Casa; T = Trasferta. Risultato: V = Vittoria; N = Pareggio; P = Sconfitta.

### Statistiche dei giocatori
| M. Becker      | 31 | 0  | 4 | 1 |
| G. Breitzke    | 33 | 6  | 6 | 0 |
| C. Broos       | 30 | 0  | 7 | 0 |
| S. Christians  | 18 | 0  | 3 | 1 |
| S. Dacic       | 24 | 2  | 2 | 0 |
| Ö. Dagdas      | 5  | 1  | 0 | 0 |
| A. Elsenrath   | 6  | 1  | 0 | 0 |
| K. Hartwig     | 35 | 5  | 4 | 0 |
| M. Kaul        | 1  | 0  | 0 | 0 |
| M. Klauß       | 34 | 8  | 3 | 0 |
| D. Knezovic    | 0  | 0  | 0 | 0 |
| P. Krzeszowiak | 0  | 0  | 0 | 0 |
| A. Lenz        | 34 | 0  | 2 | 0 |
| R. Mademann    | 25 | 0  | 7 | 0 |
| B. Manga       | 0  | 0  | 0 | 0 |
| I. Menzel      | 36 | 2  | 6 | 1 |
| R. Müller      | 33 | 2  | 4 | 0 |
| E. Omanovic    | 19 | 0  | 1 | 0 |
| T. Pröpper     | 21 | 2  | 2 | 0 |
| T. Richter     | 2  | 0  | 0 | 0 |
| W. Ruthmann    | 0  | 0  | 0 | 0 |
| S. Răducanu    | 0  | 0  | 0 | 0 |
| S. Steup       | 6  | 0  | 0 | 0 |
| R. Sturm       | 31 | 11 | 2 | 0 |
| M. Szewczyk    | 6  | 1  | 0 | 0 |
| D. Tönnies     | 1  | 0  | 0 | 0 |
| S. Walbröhl    | 4  | 1  | 0 | 0 |
| A. Weber       | 28 | 13 | 9 | 1 |
| F. Zilles      | 34 | 2  | 8 | 0 |